# William Dufour
Pour les articles homonymes, voir Dufour.
William Dufour (né le 28 janvier 2002 à Québec dans la province de Québec au Canada) est un joueur professionnel canadien de hockey sur glace. Il évolue au poste d'attaquant pour l'Avalanche du Colorado.

## Biographie

### Carrière en club
En 2018, il commence sa carrière junior dans la Ligue de hockey junior majeur du Québec avec les Huskies de Rouyn-Noranda. Il évolue dans la LHJMQ jusqu'en 2022, portant les couleurs de quatre équipes : les Huskies, les Saguenéens de Chicoutimi, les
Voltigeurs de Drummondville et les Sea Dogs de Saint-Jean. Il est choisi au 5e tour, en 152e position par les Islanders de New York lors du repêchage d'entrée dans la LNH 2020. Dufour remporte la Coupe Memorial 2022 avec les Sea Dogs de Saint-Jean. 
En 2022, il passe professionnel avec les Islanders de Bridgeport, club-école des Islanders de New York dans la Ligue américaine de hockey. Le 18 janvier 2023, il joue son premier match dans la Ligue nationale de hockey avec les Islanders face aux Bruins de Boston.
Le 6 mars 2025, il est échangé à l'Avalanche du Colorado en compagnie de l'attaquant Brock Nelson. En retour, les Islanders reçoivent l'espoir Calum Ritchie, le défenseur Oliver Kylington, un choix de 1er tour en 2026 ou 2027 et un choix conditionnel de 3e tour en 2028. Dans cette transaction, New York retient la moitié du salaire de six millions de Brock Nelson.

### Carrière internationale
Il représente le Canada en sélections jeunes.

## Statistiques

### En club
| Saison    | Équipe                      | Ligue          |    | Saison régulière | Saison régulière | Saison régulière | Saison régulière | Saison régulière |   | Séries éliminatoires | Séries éliminatoires | Séries éliminatoires | Séries éliminatoires | Séries éliminatoires |
| Saison    | Équipe                      | Ligue          | PJ | B                | A                | Pts              | Pun              | PJ               | B | A                    | Pts                  | Pun                  |                      |                      |
| 2018-2019 | Huskies de Rouyn-Noranda    | LHJMQ          | 29 | 5                | 3                | 8                | 12               | -                | - | -                    | -                    | -                    |                      |                      |
| 2018-2019 | Saguenéens de Chicoutimi    | LHJMQ          | 26 | 4                | 9                | 13               | 12               | 4                | 1 | 0                    | 1                    | 2                    |                      |                      |
| 2019-2020 | Saguenéens de Chicoutimi    | LHJMQ          | 31 | 10               | 12               | 22               | 24               | -                | - | -                    | -                    | -                    |                      |                      |
| 2019-2020 | Voltigeurs de Drummondville | LHJMQ          | 28 | 18               | 15               | 33               | 30               | -                | - | -                    | -                    | -                    |                      |                      |
| 2020-2021 | Voltigeurs de Drummondville | LHJMQ          | 23 | 17               | 12               | 29               | 32               | -                | - | -                    | -                    | -                    |                      |                      |
| 2021-2022 | Sea Dogs de Saint-Jean      | LHJMQ          | 66 | 56               | 60               | 116              | 40               | 5                | 2 | 2                    | 4                    | 6                    |                      |                      |
| 2022      | Sea Dogs de Saint-Jean      | Coupe Memorial | 4  | 7                | 1                | 8                | 4                | -                | - | -                    | -                    | -                    |                      |                      |
| 2022-2023 | Islanders de Bridgeport     | LAH            | 69 | 21               | 27               | 48               | 51               | -                | - | -                    | -                    | -                    |                      |                      |
| 2022-2023 | Islanders de New York       | LNH            | 1  | 0                | 0                | 0                | 0                | -                | - | -                    | -                    | -                    |                      |                      |
| 2023-2024 | Islanders de Bridgeport     | LAH            | 55 | 15               | 10               | 25               | 35               | -                | - | -                    | -                    | -                    |                      |                      |
| 2024-2025 | Islanders de Bridgeport     | LAH            | 45 | 8                | 10               | 18               | 49               | -                | - | -                    | -                    | -                    |                      |                      |
| 2024-2025 | Eagles du Colorado          | LAH            | 12 | 1                | 3                | 4                | 8                | 1                | 0 | 0                    | 0                    | 2                    |                      |                      |

### En équipe nationale
| Année | Compétition                 |   | PJ | B | A | Pts | Pun | +/-           |  | Résultat |
| 2022  | Championnat du monde junior | 7 | 3  | 4 | 7 | 2   | +6  | Médaille d'or |  |          |

## Trophées et honneurs personnels

### LHJMQ
- 2021-2022 : remporte le Trophée Michel-Brière.
- 2021-2022 : nommé dans la première équipe des étoiles.

### Coupe Memorial
- 2022 : nommé dans l'équipe des étoiles.
- 2022 : remporte le Trophée Stafford Smythe.
- 2022 : remporte le Trophée Ed-Chynoweth.
- 2022 : remporte la Coupe Memorial.